# Regné
Regné est un village de la commune belge de Vielsalm située en Région wallonne dans la province de Luxembourg. Avant la fusion des communes de 1977, il faisait partie de la commune de Bihain. Regné est un village du plateau des Tailles situé à l’Est de la Baraque de Fraiture.

## Histoire du village

### L’église de Regné
L'ordonnance consacrant la chapelle de Regné en église est affichée dans l'église. 
Le texte, qui atteste de la reconnaissance par l'évêque de la composition du premier Conseil de Fabrique en 1857, est le suivant : 
Nicolas-Joseph Dehesselle Par la miséricorde divine et la grâce du S-Siège Apostolique Eveque de Namur, Prélat domestique de N. S. Père le Pape et assistant au trône pontifical Vu la demande des habitants de Regné, tendant à ce que leur église soit érigée en succursale sous le rapport spirituel comme elle l'est déjà sous le rapport temporel ; Vu l'avis de Mr le Curé-desservant de Bihain et celui de Mr le Doyen de Houffalize ; Vu l'arrêté royal du 8 août 1857, reconnaissant ladite église comme succursale et y affectant le traitement ordinaire de desservant ; Nous avons ordonné et ordonnons :
1° L'annexe de Regné est détachée de la paroisse de Bihain ;
2° L'église de Regné est érigée en succursale et toute la section de ce nom lui est assignée pour circonscription territoriale ;
3° Une expédition de la présente sera transmise à Mr le Curé-defservant de Bihain, pour son information et direction.
Donné à Namur, le 8 octobre 1857.
Signé : + Nicolas Joseph Evêque de Namur Par ordonnance :A.J. Maureux, Chanoine, secret
Les vitraux de l'église ont été réalisés par les ateliers F. Crickx de Bruxelles (1983-1979) sur base des ébauches du peintre E. Ghobert ainsi que des photos de la crèche en période de Noël. 

## Localités environnantes
| Fraiture            | Lierneux        | Verleumont |
| Baraque de Fraiture | Regné           | Hébronval  |
| Petites-Tailles     | Petites-Tailles | Bihain     |

## Patrimoine
- L’église Saint-Benoît

## Sport
Il existe à Regné un club de football fondé en 1962 au nom de « Ardennaise Sportive de Regné ». Le club de l'A.S.Regné a fêté dernièrement son demi-siècle d'existence. Il fusionne en 2020 avec le club de Sart[réf. souhaitée].